# Edith Mastenbroek
Edith Mastenbroek (Den Haag, 23 maart 1975 – Amsterdam, 23 augustus 2012) was een Nederlands politica. Zij was namens de Partij van de Arbeid (PvdA) van 2004 tot 2008 lid van het Europees Parlement.

## Levensloop

### Jeugd
Mastenbroek is geboren in Den Haag, als dochter van Pieternella Jacoba Mastenbroek - Boesveld en Albert Jacob Mastenbroek.

### Carrière
Mastenbroek deed voor het eerst politiek van zich horen in de politieke vernieuwingsbeweging Niet Nix, die in 1996 door Lennart Booij en Erik van Bruggen met steun van PvdA-voorzitter Felix Rottenberg werd opgericht. Ze was van 1998 tot de opheffing in december 1999 coördinator van de beweging. Vervolgens werd ze medewerker op het partijbureau van de PvdA.
In 2000 was Mastenbroek actief in de verkiezingscampagne van de Amerikaanse presidentskandidaat Al Gore. In 2001 was ze lid van het campagneteam van Tweede Kamerlid Sharon Dijksma, toen deze een vergeefse gooi deed naar het partijvoorzitterschap van de PvdA. Van 2003 tot 2004 werkte ze als woordvoerder bij internetprovider XS4ALL.
Mastenbroek werd bij de verkiezingen van juni 2004 gekozen in het Europees Parlement. In april 2005 diende ze een motie in om Straatsburg als vestigingsplaats van het Europees Parlement op te heffen. Deze motie kreeg echter geen meerderheid. Als Europarlementariër was ze waarnemer bij de algemene verkiezingen op 25 januari 2006 in de Palestijnse gebieden. In april 2008 trad Mastenbroek wegens een burn-out terug als parlementslid. Ze was toen al een jaar ziek. Zij werd opgevolgd door Jan Cremers.

### Persoonlijk
Mastenbroek was van 2004 tot 2008 getrouwd met schrijver en journalist Arthur van Amerongen. Uit een latere relatie had ze een zoon. In 2012 overleed zij op 37-jarige leeftijd aan een hartstilstand.

## Trivia
- Op 4 februari 2000 was ze te gast in Dit was het nieuws, naast Marc-Marie Huijbregts.